# Infantería

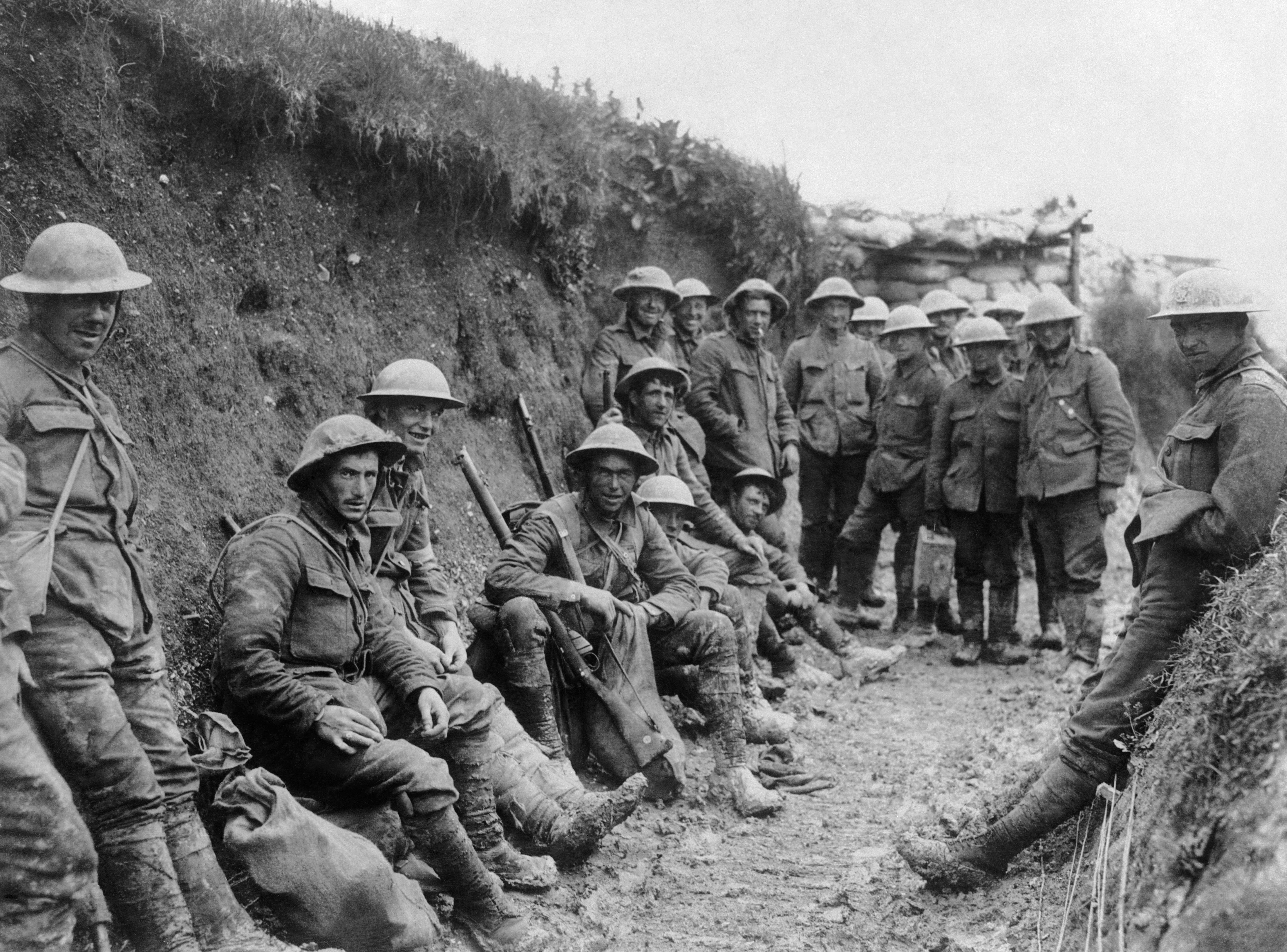
Infantería irlandesa en la batalla de Somme, Primera Guerra Mundial.

La infantería es la fuerza de combate a pie. Utiliza todo tipo de armas portátiles y semiportátiles y para su desplazamiento puede emplear todo tipo de medios de transporte, puede combatir por sí sola con posibilidades limitadas o en combinación con alguna otra arma, siempre y cuando esta esté actuando en su apoyo para así aumentar sus posibilidades.
En las primeras filas se sitúan los soldados de Infantería, quienes son los primeros en entrar en combate.

## Etimología
La palabra infantería proviene del latín infans (niño, joven) (y este a su vez de “in”, no, “fari”, hablar). En el contexto militar medieval denotaba a los soldados que aún eran muy jóvenes, inexpertos o no parte de la nobleza ("muchachos" sirvientes) como para ser parte de la caballería.

## Historia

### Edad Antigua: la infantería al servicio de los grandes imperios
La infantería ha sido siempre con pocas excepciones la fuerza principal de los ejércitos a lo largo de la historia. En los antiguos imperios de Sumeria, Babilonia, Asiria y Egipto la infantería, acompañada de carros de guerra tirados por caballos, era siempre la masa principal del ejército y estaba formada generalmente por un lado por guerreros armados con lanzas, escudos, espadas, hachas o mazas y por otro por importantes contingentes de arqueros que diezmaban las filas enemigas durante los combates.

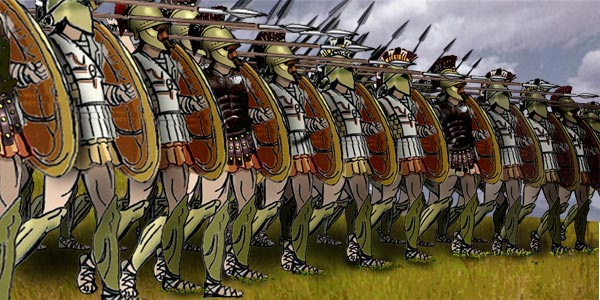
Una reconstrucción moderna de soldados griegos en formación de falange.

En la Grecia Clásica durante el siglo VIII a. C. aparece la falange, formación militar de infantería que durante siglos sería la dominante en el campo de batalla hasta la aparición y consolidación de la legión romana que demostró su superioridad en la batalla de Pidna en el siglo II a. C. Con la falange y sobre todo con la legión, la infantería pasa de actuar en masas que cargan de forma más o menos ordenada a formar bloques flexibles coordinados en la batalla que maniobra cambiando de posición hábilmente ante las reacciones enemigas, envolviendo y haciendo frente a contraataques, etc. La legión fue una formación que proporcionó a Roma absoluta superioridad durante siglos incluso en condiciones de inferioridad numérica evidente.

### Edad Media: decadencia y resurgir del soldado a pie
Durante la decadencia y caída de Roma la caballería cobraba cada vez más importancia por influencia persa, de pueblos de la estepa y germánica. Durante la Edad Media el feudalismo consolida este fenómeno dando absoluta supremacía en el campo de batalla al caballero pesadamente armado y convirtiendo a la infantería en una fuerza meramente auxiliar, para guarda de fortificaciones y castillos, etc. La infantería sigue el ejemplo de la caballería y utiliza la cota de malla y armaduras, más ligeras por supuesto.
La aparición al final de la Edad Media de monarquías fuertes, deseosas de dominar totalmente a los señores, junto con cambios tácticos que benefician a la infantería, cambian el panorama. Los reyes necesitan ejércitos fuertes que tienen que mantener de su bolsillo y obviamente los soldados a pie son más baratos. En Inglaterra se desarrolla durante la Edad Media el arco largo, un arma capaz de lanzar una docena de proyectiles por minuto contra el enemigo, aunque precisa hombres fuertes y años de entrenamiento para dominarlo. Con grandes contingentes de arqueros, los ingleses derrotan a la caballería feudal francesa en 1346 y 1415 en las batallas de Crécy y Azincourt. Finalmente en el siglo XV los suizos comienzan a exportar por todo el continente su forma de lucha, cuadros de infantes muy próximos entre sí armados con picas de cinco o más metros que contienen y ensartan a la caballería, desordenándola y frenándola, y entonces de su interior salen soldados armados con alabardas y mandobles que masacran a la caballería, parados y apretados los caballeros con pocas posibilidades de defenderse.

### Edad Moderna

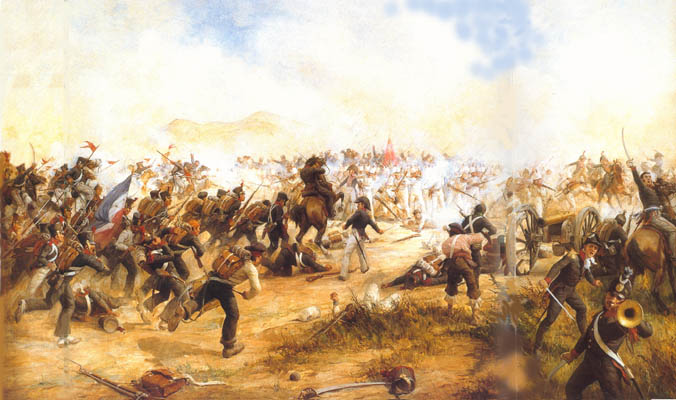
Infantería chilena en la Batalla de Maipú (1818).

Perfeccionando la estrategia suiza y añadiendo la experiencia propia de la infantería durante la Reconquista y las del Gran Capitán en Italia, surge en España el tercio al final del siglo XV. La innovación más importante es la incorporación de grupos de ballesteros y arcabuceros que se desplegaban por los lados del cuadro de piqueros o tras las primeras filas y acribillaban con su fuego al enemigo. Poco a poco los arcabuceros van convirtiéndose en una unidad de élite encargada de los asaltos a fortificaciones y su proporción va aumentando, desapareciendo poco a poco los ballesteros a lo largo del siglo XVI. En la batalla de Pavía en 1525, los tercios españoles aplastan totalmente a la caballería feudal francesa de Francisco I, demostrando definitivamente el dominio absoluto de la infantería en el campo de batalla.
En el siglo XVII el tercio va perdiendo su poder poco a poco. Cada vez aumenta más la proporción de soldados con armas de fuego, ahora mosquetes. A principios de siglo los ejércitos centroeuropeos utilizan una única línea de piqueros como protección mientras que dos o tres líneas de mosqueteros se turnan disparando contra el enemigo. Esto permite que la caballería, aligerada de su pasado medieval, vuelva a tener importancia en el campo de batalla. A mediados de siglo en Prusia todos los soldados de infantería pasan a ser tiradores gracias a la combinación de fusil y bayoneta y se organizan en grupos de tres líneas que van avanzando lentamente mientras descargan sucesivamente sus fusiles y los cargan lo más rápidamente que pueden para volver a disparar y finalmente cargar contra el enemigo con las bayonetas. El modelo se extiende y a finales de siglo prácticamente todos los ejércitos de Europa pasan a tener únicamente dos tipos de soldados de infantería: fusileros y granaderos.
Los fusileros, que forman la masa principal de la infantería, van armados únicamente con fusil y bayoneta. Los granaderos forman unidades de élite utilizando los soldados más altos y fuertes del ejército que llevan, además del fusil y bayoneta, granadas en forma de bolas metálicas con una pequeña carga de pólvora y una mecha —que encienden gracias a un cordón que llevan encendido y enrollado alrededor de su hombro— para arrojarla contra las filas enemigas antes del choque. Normalmente llevan también un sable corto para combatir cuerpo a cuerpo durante el asalto a fortificaciones, misión que les está reservada, junto a la de estar en las posiciones más importantes y peligrosas en la batalla. Los granaderos no pueden lanzar bien granadas con los sombreros anchos de dos o tres picos de los fusileros, así que llevan sombreros en forma de tubo o mitra que no sobresalen de la cabeza pero son bastante altos para impresionar más.
A lo largo del siglo XVIII el modelo se mantiene inmutable. Los regimientos forman sus batallones y compañías a lo ancho del campo, sucediéndose las mismas con pequeños huecos entre ellas, ordenadas en tres o cuatro filas que avanzan despacio hacia el enemigo, se detienen, disparan, cargan sus fusiles, avanzan y vuelven a disparar y a recibir disparos para enfrentarse con las bayonetas si el enemigo no se ha retirado por las bajas de los disparos antes del encuentro. En todo momento el soldado de infantería debe permanecer de pie, ya que de otra forma no podría cargar el fusil, pero las armas son de tan corto alcance e imprecisas que el número de bajas es reducido, si se compara con las producidas en el combate cuerpo a cuerpo. La caballería ha recuperado importancia en el campo y cada vez parece más decisiva cuando se trata de romper líneas de fusileros en apoyo de los propios y masacrarlos en su retirada.
La artillería, un elemento que hasta el siglo anterior era poco más que una anécdota, también va teniendo cada vez más importancia a medida que evolucionan los proyectiles contra la infantería, que matan o hieren con su metralla a los soldados en unos pocos metros alrededor.

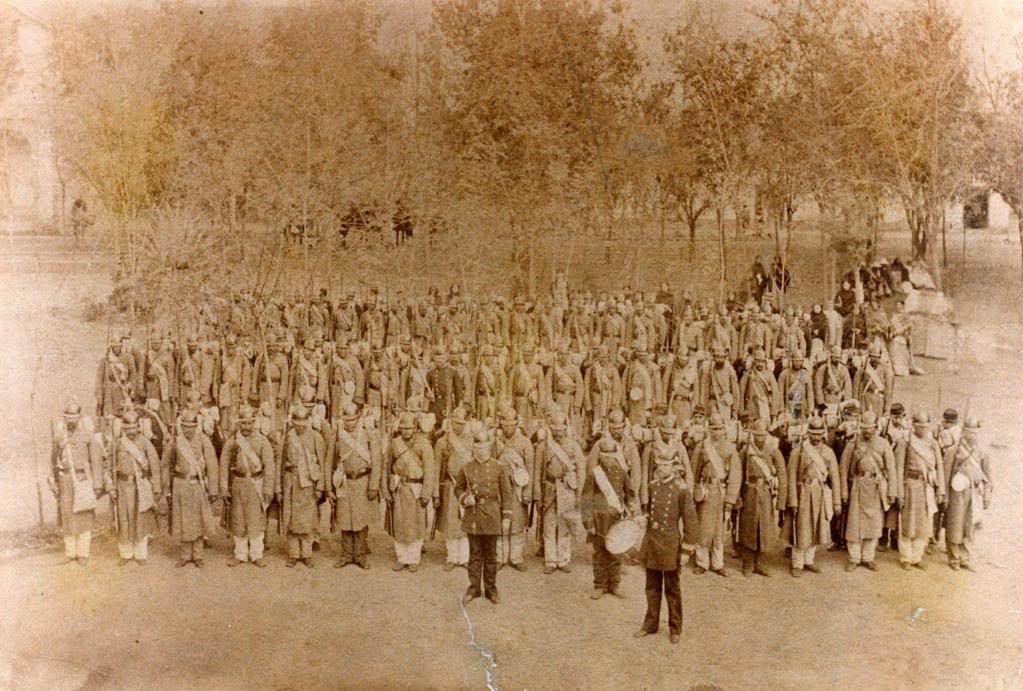
Regimiento 6.º de Línea "Chacabuco" del Ejército de Chile en formación tras retornar a Santiago de Chile una vez finalizada la guerra del Pacífico (1884).

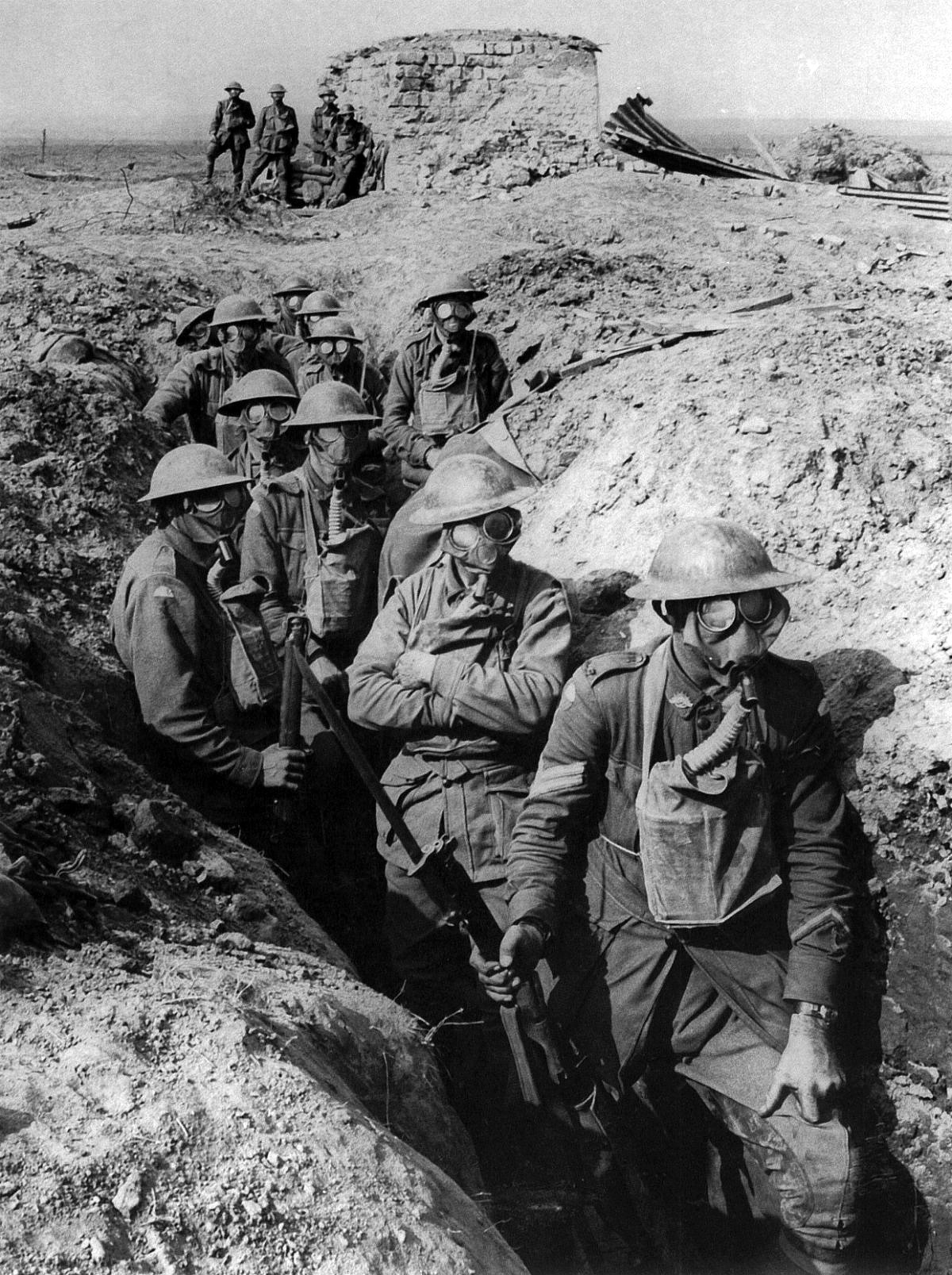
Infantería australiana con sus máscaras antigás durante la I Guerra Mundial en el sector de Ypres (Bélgica). 27 de septiembre de 1917.

En el siglo XIX la infantería vuelve a demostrar que es la fuerza principal del campo de batalla. La posición en cuadro permite enfrentarse a la caballería y resistirla mientras la artillería y otros cuadros la diezman, como demuestra Wellington en Waterloo frente a Napoleón. Las innovaciones técnicas en el fusil y la artillería son enormes a lo largo del siglo, mientras los oficiales siguen con esquemas napoleónicos en mente. Alrededor de 1850 los fusiles tienen 400 m de alcance efectivo y son capaces de atravesar al soldado de la primera fila y matar al de la segunda. Comienzan a producirse carnicerías como nunca se habían visto en circunstancias normales. En la guerra de Secesión estadounidense, por ejemplo, hay 600 000 muertos y 30 000 mutilados, un preludio de lo que va a deparar la denominada Gran Guerra o Primera Guerra Mundial.

### La infantería desde la Primera Guerra Mundial hasta la actualidad
Durante la Primera Guerra Mundial la infantería literalmente se entierra. La potencia de la artillería y el uso masivo de ametralladoras hacen que se tengan que excavar trincheras y refugios de un lado a otro de Francia. Los esquemas napoleónicos siguen mandando y se suceden ataques masivos absurdos que provocan bajas en cantidades hasta entonces impensables. En este contexto aparecen intentos de «solución» como el carro de combate, el inicio de la guerra química mediante el uso de gases tóxicos o las unidades especiales de infantería de asalto alemanas, los Sturmtruppen, armados con subfusil que se acercan arrastrándose hasta las posiciones enemigas para lanzar a corta distancia ataques con sus armas automáticas, granadas o lanzallamas y asaltar la posición.

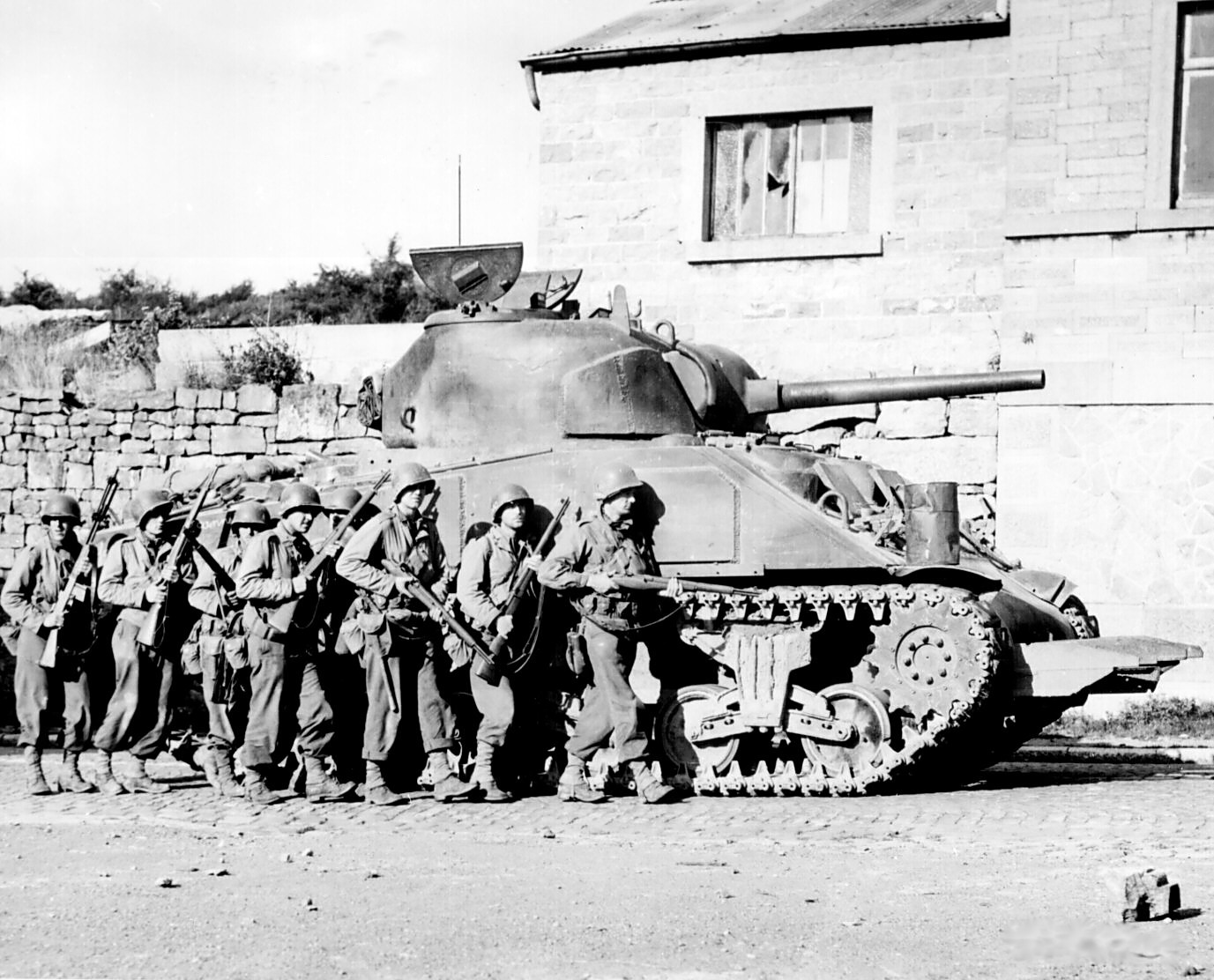
Infantería estadunidense avanzando en una ciudad belga tras la protección de un carro mediano Sherman durante la II Guerra Mundial. 9 de septiembre de 1944.

En el periodo de entreguerras se suceden las teorías para evitar las situaciones de guerra estática. El prototipo de infantería con el que se llega a la II Guerra Mundial, se basa en escuadrones de unos diez hombres armados la mayoría con fusiles de cerrojo y granadas similares a la anterior guerra, pero con la novedad de que uno de ellos porta una ametralladora ligera de apoyo y uno o dos más llevan subfusiles. El pelotón alemán, con sus ametralladoras MG-34 primero y MG-42 después, tendrá al principio la supremacía, la doctrina alemana es defender a toda costa al portador de la ametralladora, que es el que dirige con su acción la defensa o el asalto. Ésta es la infantería estándar.
Los alemanes, siguiendo las teorías del general Heinz Guderian, crean un nuevo tipo de infantería, los Panzergrenadier (granaderos acorazados, se les da el nombre de granaderos por la connotación de unidad de élite que tenía el término) que deben ir al lado de los carros de combate, montados en vehículos blindados todoterreno, despejando el terreno de artillería contracarro y otros obstáculos para que los tanques avancen. Obtienen éxitos insospechados con su guerra relámpago (Blitzkrieg), que funcionará hasta que ya no pueden competir con la superioridad numérica y el armamento aliado a partir de 1943. Tras Stalingrado y El Alamein, los alemanes pierden la fuerza necesaria para iniciar nuevas ofensivas para obtener los fines estratégicos que los impulsaron a iniciar la II Guerra Mundial, ya no tienen la iniciativa y se ven abocados a una absurda guerra defensiva que les llevará a defender el último reducto montado en los subterráneos de Berlín.

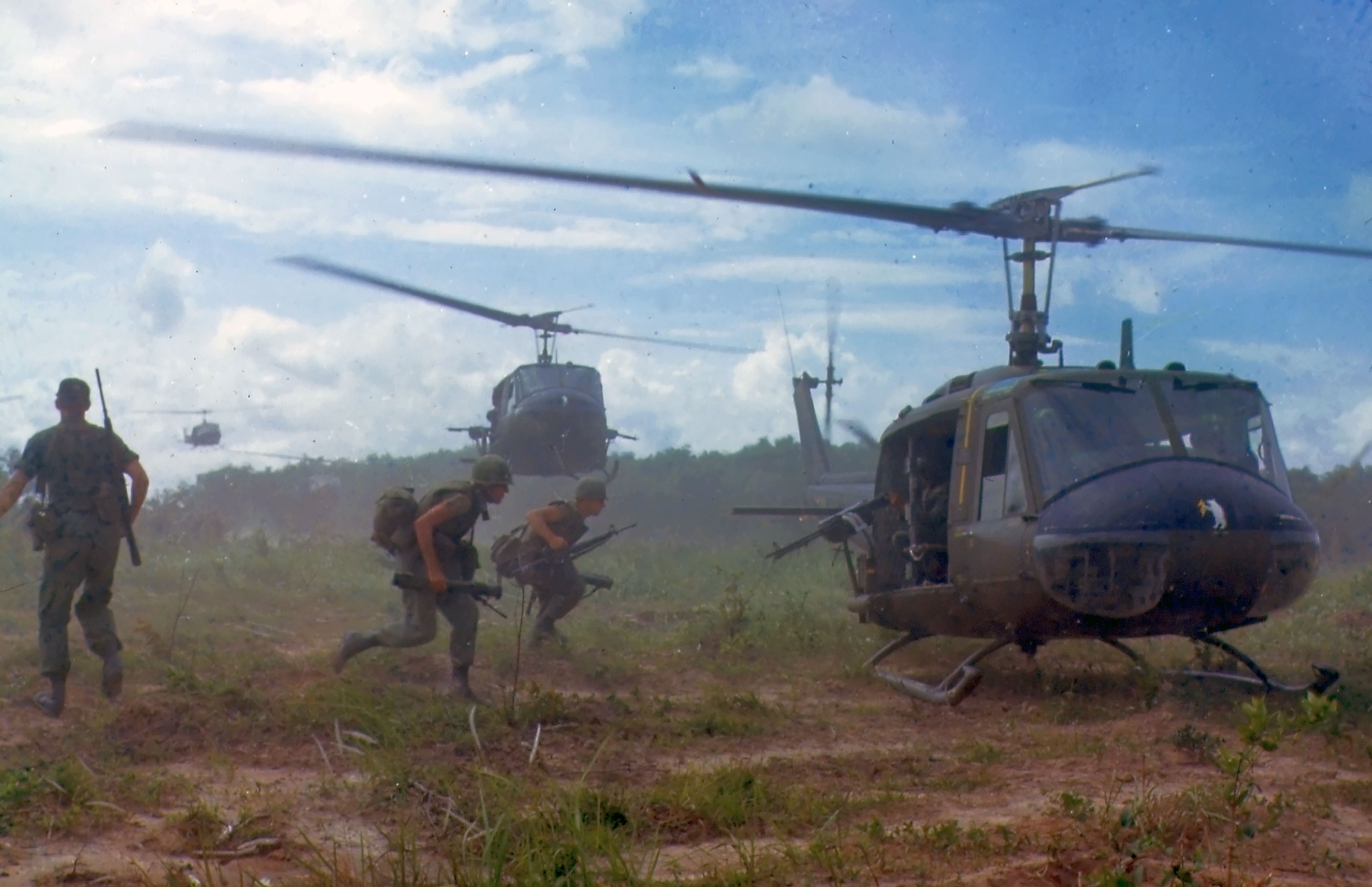
Infantería aerotransportada estadunidense durante la guerra de Vietnam, en 1966.

A partir de la última guerra mundial el pelotón de infantería ha seguido la tendencia de aumentar la potencia de fuego del soldado individual con el uso del fusil de asalto, capaz de actuar como un fusil tiro a tiro tradicional a larga distancia o automático para el asalto. El soldado dispone también de varios tipos de granadas de mano para el asalto y en todo pelotón se dispone de sistemas de lanzacohetes portátiles polivalentes capaces de actuar como contracarro, antibunquer o antipersona, estando generalmente disponibles a nivel de compañía medios más contundentes como misiles guiados portátiles anticarro o antiaéreos para hacer frente a tanques o aviación a baja altura. Por otro lado la infantería tiende a mecanizarse y acorazarse lo más posible. La infantería moderna debe marchar próxima a los carros, para defenderse del fuego enemigo. Desde las divisiones Panzer hasta hoy han evolucionado vehículos blindados que permiten transportar un pelotón de infantería en su interior como los transportes blindados de personal o combatir en primera línea como los vehículos de combate de infantería.

## Tipos

### Infantería ligera
Un tipo especializado de infantería es lo que se conoce por «infantería ligera». Este tipo de infantería está pensado para la incursión en profundidad dentro de territorio enemigo equipada con medios ligeros (transporte blindado de personal, artillería ligera, etc.) y gran movilidad para exploración y asalto de objetivos difíciles, teniendo por lo general la consideración de unidades de élite. Los nombres con los que se conoce este tipo de infantería son generalmente de tipo rangers para ejércitos anglosajones, cazadores en su denominación española e hispanoamericana o chasseurs y Jäger en los ejércitos francés y alemán. A este tipo de unidades pertenecen los Rangers del Ejército estadounidense, la Legión extranjera francesa, la Legión, Cazadores de Monte (Argentina), Cazadores de montaña, Caballeros Legionarios Paracaidistas Españoles (Brigada de Infantería Ligera Paracaidista), aerotransportados (Brigada de Infantería Ligera Aerotransportable, etc.)
Estas unidades suelen actuar a nivel de regimiento o compañías, sin formar normalmente divisiones completas como la infantería convencional.

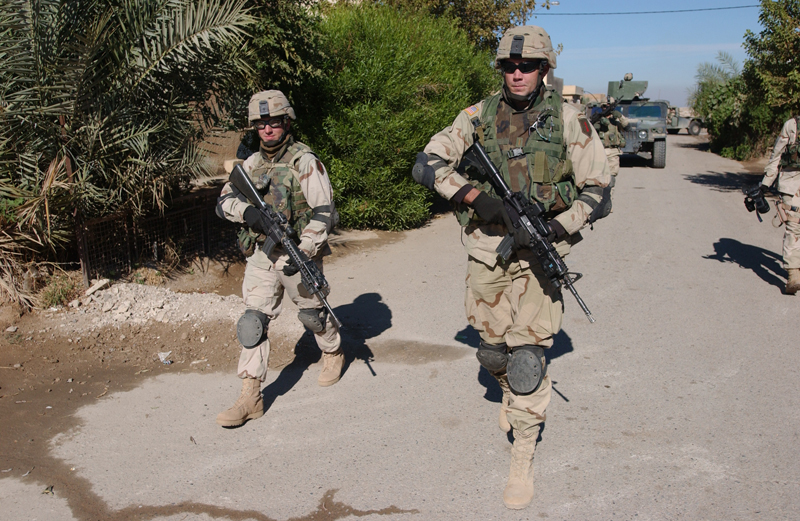
Infantería de Estados Unidos patrullando en Irak. noviembre de 2004.

### Infantería pesada
El término infantería pesada hace referencia a tropas de infantería con armamento más pesado que las de infantería ligera y, sobre todo en la Antigüedad y en la Edad Media, con armaduras.
En la actualidad las diferencias entre infantería ligera y pesada se han ido difuminando. Se entiende que la infantería pesada tiene armas de fuego con mayor calibre y mayor poder de destrucción, como por ejemplo morteros, ametralladoras, lanzacohetes o lanzagranadas.

### Infantería motorizada
En la mayoría de países occidentales, la infantería motorizada es aquella infantería que es transportada en camiones u otros vehículos sin blindaje.

### Infantería mecanizada

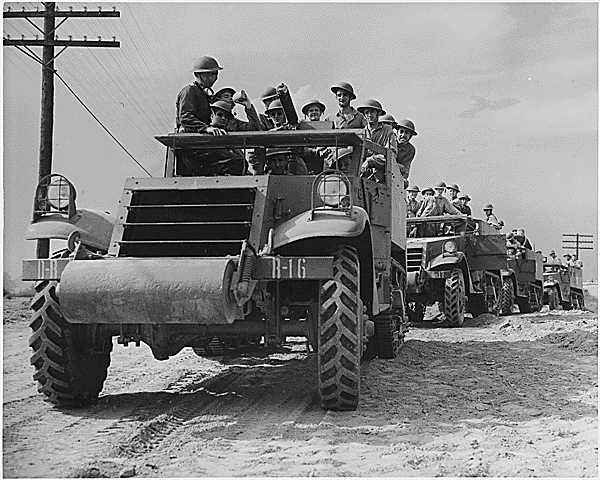
Semiorugas M3 e infantería estadounidense en Fort Knox, junio 1942.

Se denomina infantería mecanizada a los cuerpos de infantería equipados con transportes blindados de personal (TBP), o con vehículos de combate de infantería (VCI) para propósitos de transporte y combate.
Hacia el final de la Primera Guerra Mundial, todos los ejércitos involucrados se enfrentaron al problema de mantener el impulso de un ataque. Los carros de combate, la artillería o las tácticas de infiltración podían ser usadas para romper a través de las defensas enemigas, pero casi todas las ofensivas lanzadas en 1918 se detenían a los pocos días. La infantería atacante rápidamente se agotaba, y la artillería, los abastecimientos y formaciones frescas no podían ser llevadas hacia el frente lo suficientemente rápido para mantener la presión sobre el enemigo que se reagrupaba.

### Infantería de marina
La infantería de marina es un tipo de tropas de a pie cuya misión consiste en abordar embarcaciones, realizar operaciones anfibias y garantizar la seguridad de naves e instalaciones navales, aunque la función de las unidades de infantería de marina puede variar según el país al que pertenezcan. Los cuerpos de infantería de marina suelen estar integrados en la armada, si bien en ocasiones forman una rama independiente de las fuerzas armadas, como es el caso del Cuerpo de Marines de los Estados Unidos.

### Infantería de Aviación
La Infantería de Aviación Son un tipo de tropas de combate terrestre de las Fuerzas Aéreas, su misión principal brindar protección a los recursos de la Fuerza Aérea en tierra para que se puedan desarrollar las operaciones aéreas sin contratiempos, estas operaciones van desde brindar seguridad física para las armas, aeronaves, instalaciones y personal. Protegen el acceso a la línea de vuelo, aviones, instalaciones de lanzamiento de misiles ya sean convencionales o nucleares, edificios, áreas de almacenamiento de bombas y misiles y otras áreas sensibles. En un entorno sin combate, la mayor amenaza es el sabotaje, el robo o el espionaje. Los Infantes de Aviación evitan que personas no autorizadas entren a lugares donde se supone que no deben estar.

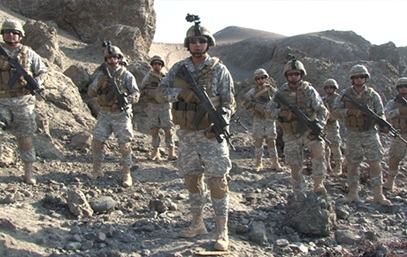
Infantes de Aviación de la Fuerza Aérea de Chile, en entrenamiento de patrullajes para la protección de los recursos y medios aéreos

También tienen una función para la que entrenan: La Defensa Terrestre de las bases aéreas y otras instalaciones tienen puntos fuertes defensivos de seguridad fijos en las vías de ataque más probables. Si una base sufriera un ataque terrestre, estas fuerzas utilizarían armas pequeñas, ametralladoras ligeras, lanzagranadas, morteros medios y vehículos blindados ligeros para atacar a los atacantes o maniobrar y encontrarlos antes de que puedan acercarse a una distancia lo suficiente que puedan causar daños a los recursos. Los Infantes de Aviación no están equipadas para repeler grandes ataques blindados en bases aéreas, ya que eso es muy poco probable. Las tácticas se desarrollan para entablar acciones de unidades pequeñas de las fuerzas enemigas que intentan infiltrarse en la bases a pie o en vehículos improvisados
De acuerdo al país o nación, la infantería de aviación se denomina con diferentes nombres pero sin variar de misión en todas las fuerzas aéreas, ya que esta es una vocación de Infantería y no puede desligarse aunque tengas otros roles más tecnificados en la defensiva y protección que en la ofensiva como en el caso del ejército. ejemplo: en Chile se llaman (Infantes de Aviación), Colombia (Fuerzas de Seguridad y Defensa), Ecuador (Infantería Aérea), Estados Unidos Fuerzas de Seguridad etc.